# Petra
Petra (do grego πέτρα, petra; árabe: البتراء, Al-Bitrā/Al-Batrā), originalmente conhecida pelos nabateus como Raqmu, é uma cidade histórica e arqueológica localizada no sul da Jordânia. A cidade é famosa por sua arquitetura esculpida em rocha e por seu sistema de canalização de água. Outro nome para Petra é Cidade Rosa, devido à cor das pedras do local.
Estabelecido possivelmente já em 312 a.C. como a capital dos árabes nabateus, é um símbolo jordaniano, assim como a atração turística a mais visitada do país. Os nabateus eram árabes nômades que aproveitaram a proximidade de Petra com as rotas comerciais regionais para estabelecê-la como um importante centro comercial. Os nabateus também são conhecidos por sua grande habilidade na construção de métodos eficientes de coleta de água em desertos áridos e seu talento em esculpir estruturas em rochas sólidas.
Petra encontra-se na encosta de Jebel al-Madhbah (identificado por alguns como bíblico Monte Hor) em uma bacia entre as montanhas que formam o flanco oriental de Arabah (Wadi Araba), o grande vale que vai do Mar Morto ao Golfo de Aqaba. O local é um Patrimônio Mundial da UNESCO desde 1985.
O sítio arqueológico permaneceu desconhecido para o mundo ocidental até 1812, quando foi introduzido pelo explorador suíço Johann Ludwig Burckhardt. Foi descrita como "uma cidade rosa e vermelha tão velha quanto o tempo" em um poema de John William Burgon. A UNESCO a descreveu como "uma das mais preciosas propriedades culturais da herança cultural do homem". Petra foi nomeada entre uma das Novas Sete Maravilhas do Mundo em 2007 e também foi escolhido pela revista Smithsonian como um dos "28 lugares para ver antes de morrer".

## História

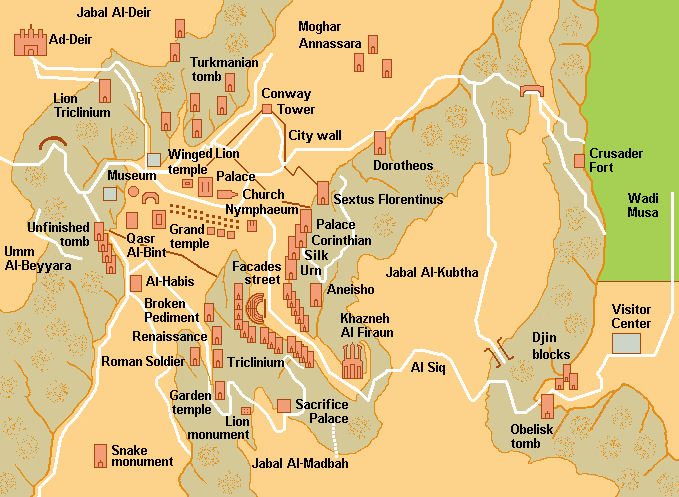
Mapa do sítio arqueológico.

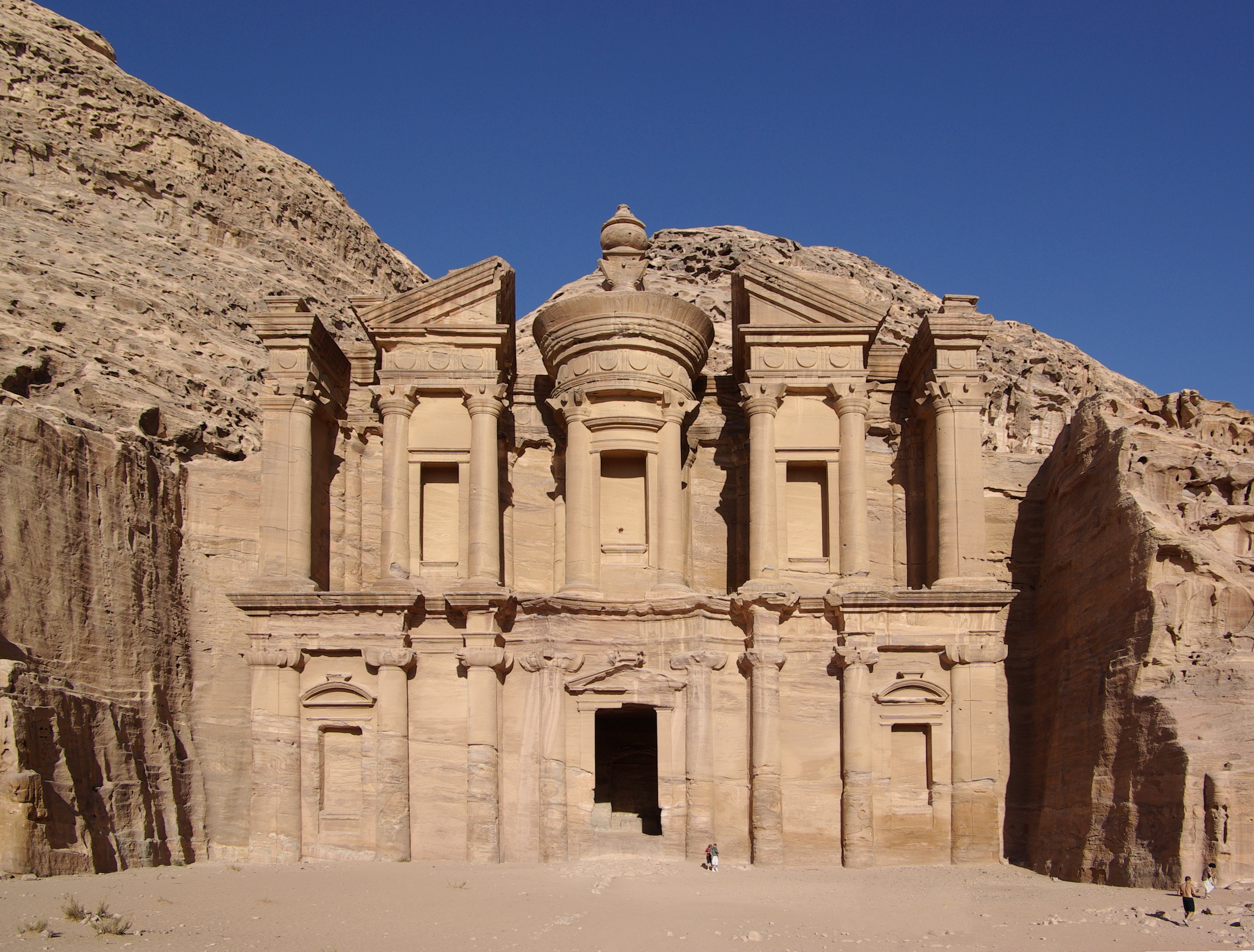
El Deir ("o monastério").

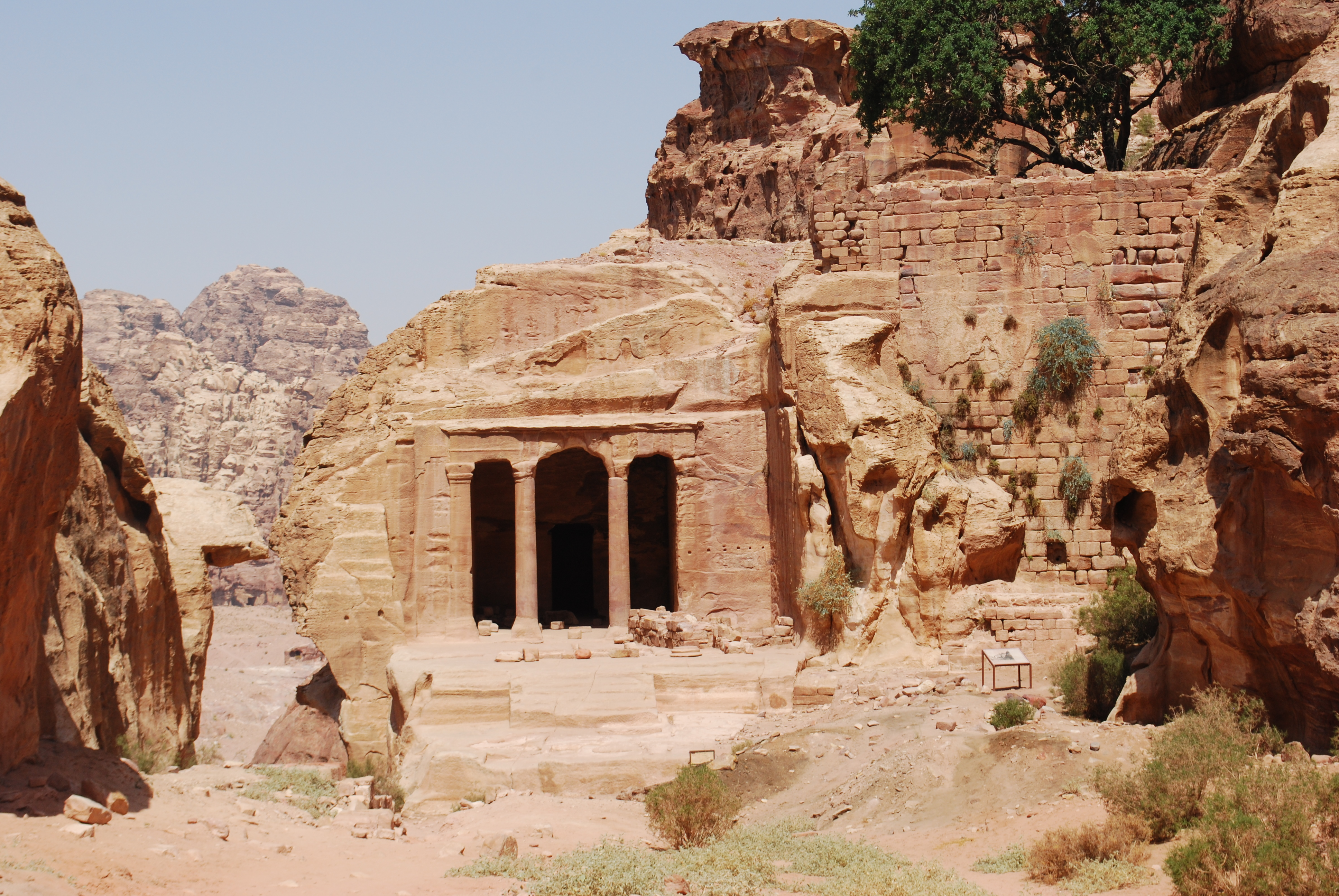
Templo do Jardim

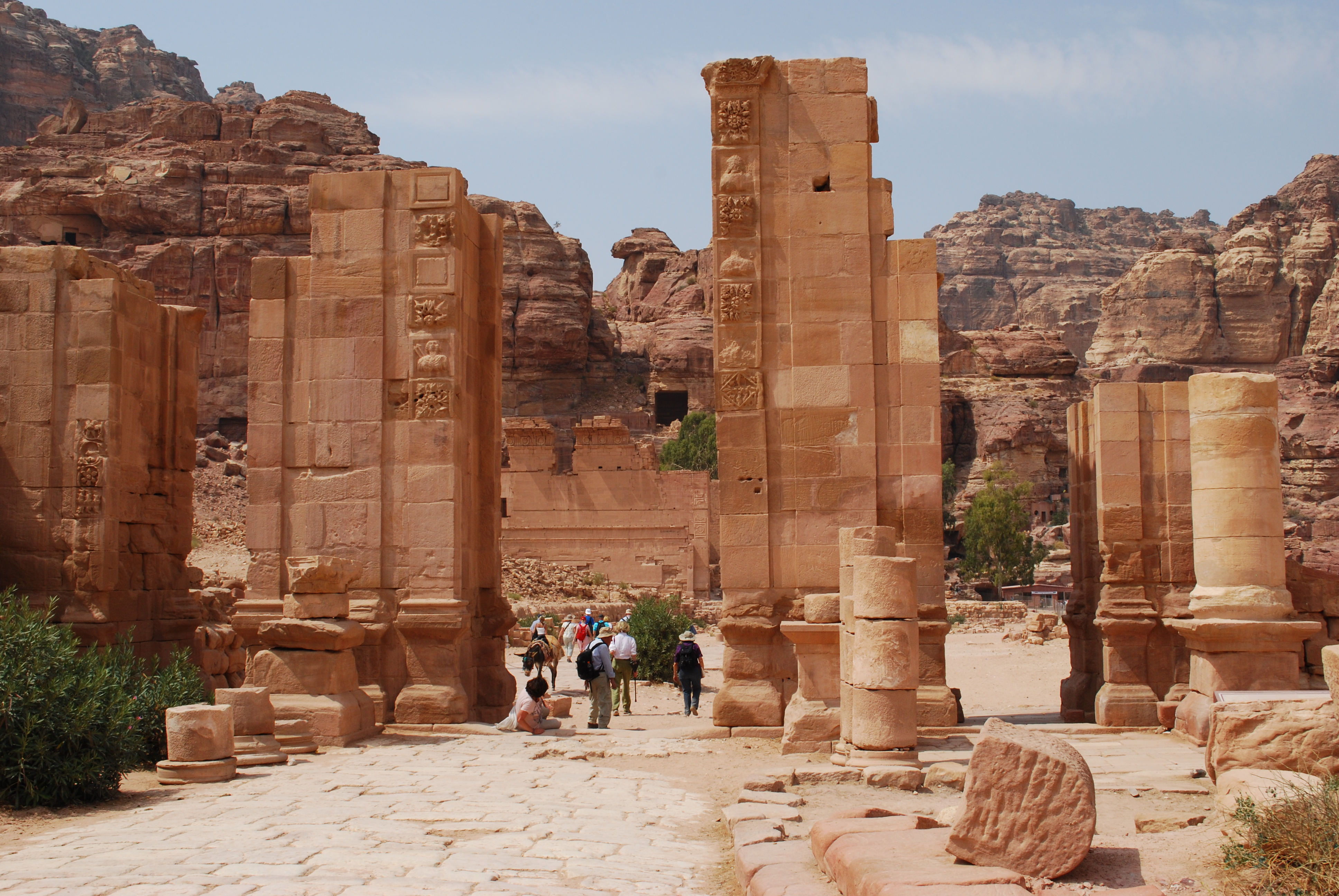
Porta de Adriano e a cardo de Máximus.

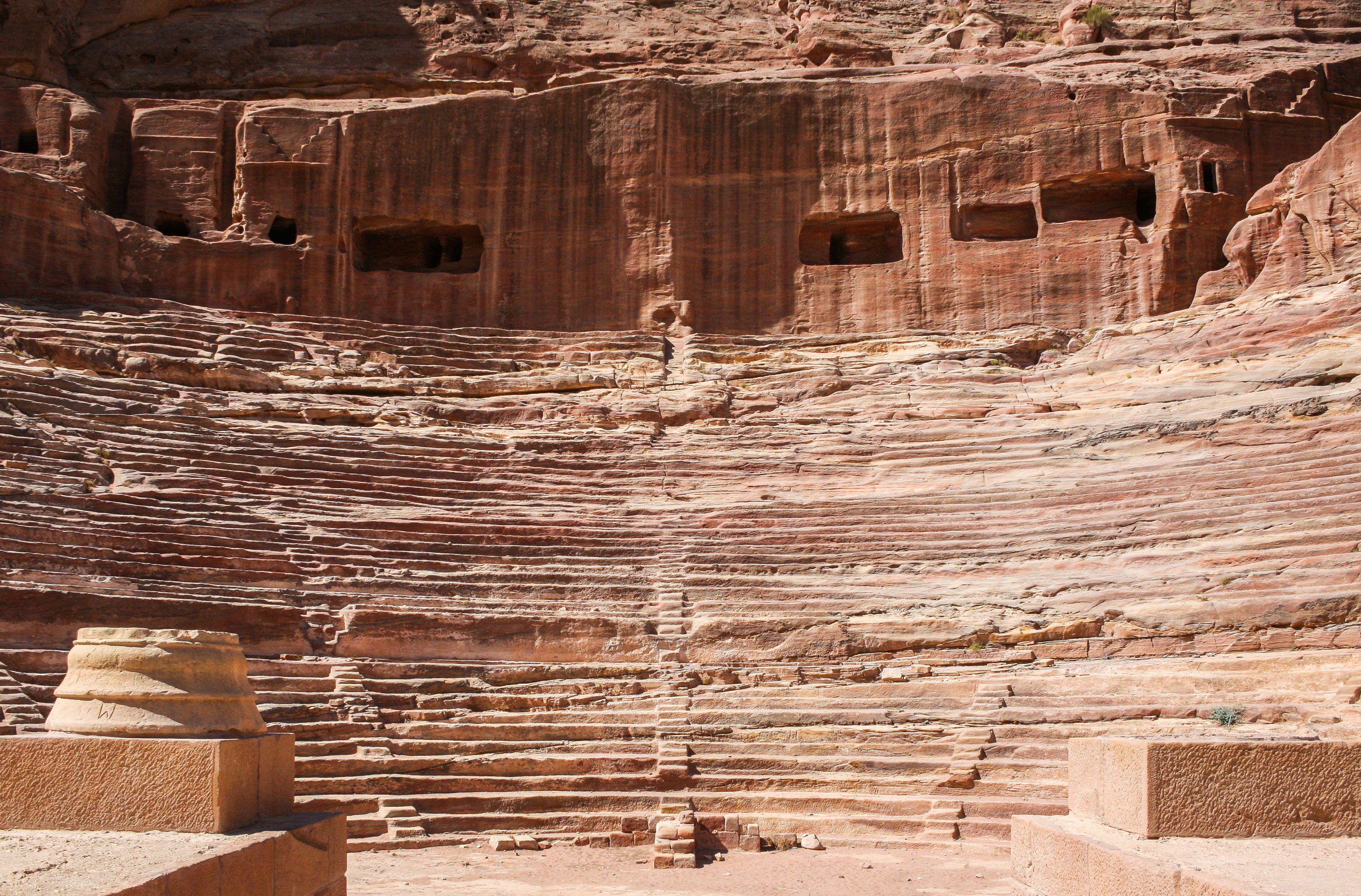
Anfiteatro de Petra.

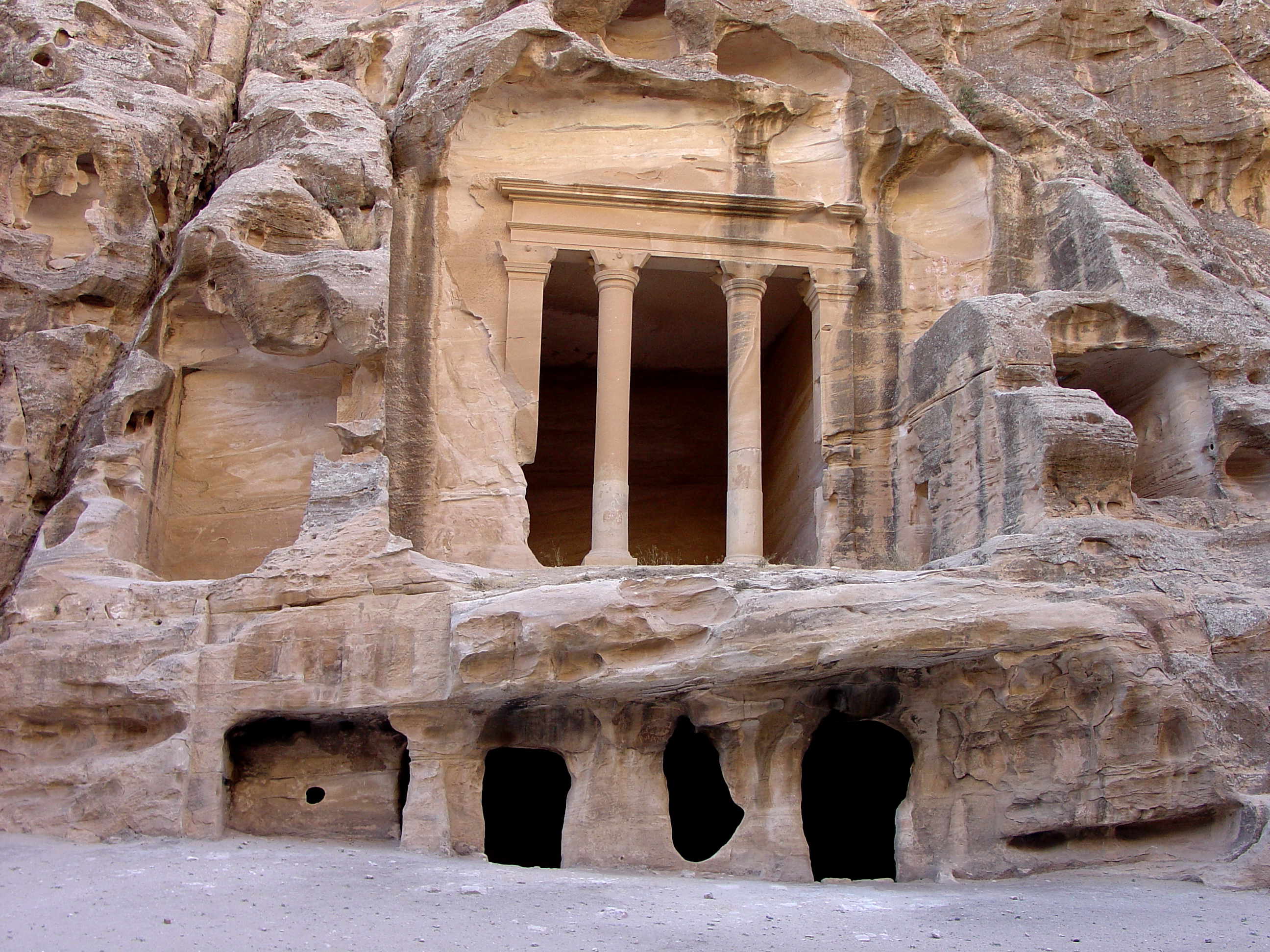
Siq al-Barid.

### Antecedentes
A região onde se encontra Petra foi ocupada por volta do ano 1 200 a.C. pela tribo dos edomitas, recebendo o nome de Edom. Como a cidade se situava perto do monte Hor, é muito possível que os horitas, um povo mencionado na Bíblia (Gênesis 14:6, 36:20, Deuteronómio 2:12), habitassem essa região ainda antes da chegada dos edomitas. A região sofreu numerosas incursões por parte das tribos israelitas, mas permaneceu sob domínio edomita até à anexação pelo Império Aquemênida. A cidade de Petra era denominada Sela em edomita, nome que significa "pedra", "penhasco" ou "rocha" nessa língua; o nome grego πέτρα - Pétra e latino Petra - pedra, penhasco, é a tradução da palavra edomita. O nome árabe البتراء, Al-Bitrā ou Al-Batrā  é a arabização do seu nome grego e latino.
Importante rota comercial entre a península Arábica e Damasco (Síria) durante o século VI a.C., Edom foi colonizada pelos nabateus (uma das tribos árabes), o que forçou os  edomitas a mudarem-se para o sul da Palestina, que passou a ter o nome de Idumeia, nome derivado dos idumeus ou edomitas.

### Fundação
O ano 312 a.C. é apontado como data do estabelecimento dos Nabateus no enclave de Petra e da nomeação desta como sua capital. Durante o período de influência helenística dos Selêucidas e dos Ptolomaicos, Petra e a região envolvente floresceram material e culturalmente, graças ao aumento das trocas comerciais pela fundação de novas cidades: Rabate Amom (a moderna Amã) e Gérasa.
Devido aos conflitos entre Selêucidas e Ptolomaicos, os nabateus ganharam o controle das rotas de comércio entre a Arábia e a Síria. Sob domínio nabateu, Petra converteu-se no eixo do comércio de especiarias, servindo de ponto de encontro entre as caravanas provenientes de Aqaba e as de cidades de Damasco e Palmira.
O estilo arquitectónico dos nabateus, de influência greco-romana e oriental, revela a sua natureza activa e cosmopolita.
Este povo acreditava que Petra se encontrava sob a protecção do deus dhû Sharâ (Dusares, em grego).

### Época romana
Entre os anos 64 e 63 a.C., os territórios nabateus foram conquistados pelo general Pompeu e anexados à República Romana, na sua campanha para reconquistar as cidades tomadas pelos Hebreus. Contudo, após a vitória, Roma concedeu relativa autonomia a Petra e aos nabateus, sendo as suas únicas obrigações o pagamento de impostos e a defesa das fronteiras das tribos do deserto.
No entanto, em 106 d.C., o imperador Trajano retirou-lhes este estatuto, convertendo Petra e Nabateia em províncias sob o controlo directo de Roma (Arábia Pétrea). Adriano, seu sucessor, rebaptizou-a de Adriana Pétrea (Hadriana Petrae), em honra de si próprio.

### Época bizantina
O domínio do Império Romano, com uma forte pressão econômica, gradualmente fez com que o comércio dos nabateus entrasse em declínio. No século III, Petra já não estava mais nas rotas comerciais, e sua economia ficava cada vez mais decadente. Em 330, o imperador Constantino transferiu a capital de Roma para Bizâncio, rebatizando-a como Constatinopla (actual Istambul). Um bispado instalou-se na cidade durante esse período, utilizando como catedral um templo afastado da cidade, que ficou conhecido como o Monastério Al-Deir. Sob o domínio de Constantino, Petra passou por um período mais próspero até o ano de 363, quando um terremoto destruiu quase metade da cidade, o terremoto na Galileia em 363 [en]. Contudo a cidade não desapareceu. Depois deste sismo, muitos dos edifícios "antigos" foram derrubados e reutilizados para a construção de novos, em particular igrejas e edifícios públicos.
Em 551, um segundo terremoto, mais grave que o anterior, o terremoto em Beirute em 551 [en], destruiu a cidade quase por completo. Petra não conseguiu se recuperar desta catástrofe, pois a mudança nas rotas comerciais diminuíram o interesse de entreposto comercial da cidade.
As ruínas de Petra foram objecto de curiosidade a partir da Idade Média, atraíndo visitantes como o sultão Baibars do Egipto, no princípio do século XIII. O primeiro europeu a descobrir as ruínas de Petra foi Johann Ludwig Burckhardt (1812), tendo o primeiro estudo arqueológico científico sido empreendido por Ernst Brünnow e Alfred von Domaszewski, publicado na sua obra Die Provincia Arabia (1904).

### Patrimônio
A 6 de dezembro de 1985, Petra foi reconhecida como Patrimônio da Humanidade pela UNESCO. Em 2004, o governo jordaniano estabeleceu um contrato com uma empresa inglesa para construir uma autoestrada que levasse a Petra tanto estudiosos como turistas. A 7 de julho de 2007, foi eleita em Lisboa, no Estádio da Luz uma das Novas sete maravilhas do mundo.

### Século XXI
Em 2024, uma nova tumba foi encontrada sob o Tesouro usando tecnologia de sensoriamento remoto. Quando escavados, os restos de 12 esqueletos foram descobertos junto com cerâmica. Tim Kinnaird da Escola de Ciências da Terra e Ambientais da Universidade de St Andrews disse que "A tumba foi provavelmente construída como um mausoléu e cripta no Reino Nabateu no início do primeiro século d.C. para Aretas IV Filopátris."

## Impacto cultural
O edifício da Câmara do Tesouro, em Petra, foi utilizado como cenário no filme Indiana Jones e a Última Cruzada. O interior mostrado no filme não corresponde, no entanto, ao interior do dito edifício, tendo sido fabricado em estúdio. O filme Transformers 2 também teve cenas gravadas na cidade de Petra. No filme "Mortal Kombat: A Aniquilição", Rayden entra para falar com os Deuses Antigos, cena também gravada na cidade de Petra. Tintim, herói da HQ belga, visita Petra na edição Coke en stock ("Carvão no Porão"). Em novembro de 2009, a cidade de Petra foi palco para a novela brasileira Viver a Vida de Manoel Carlos.